# 다주포 전차

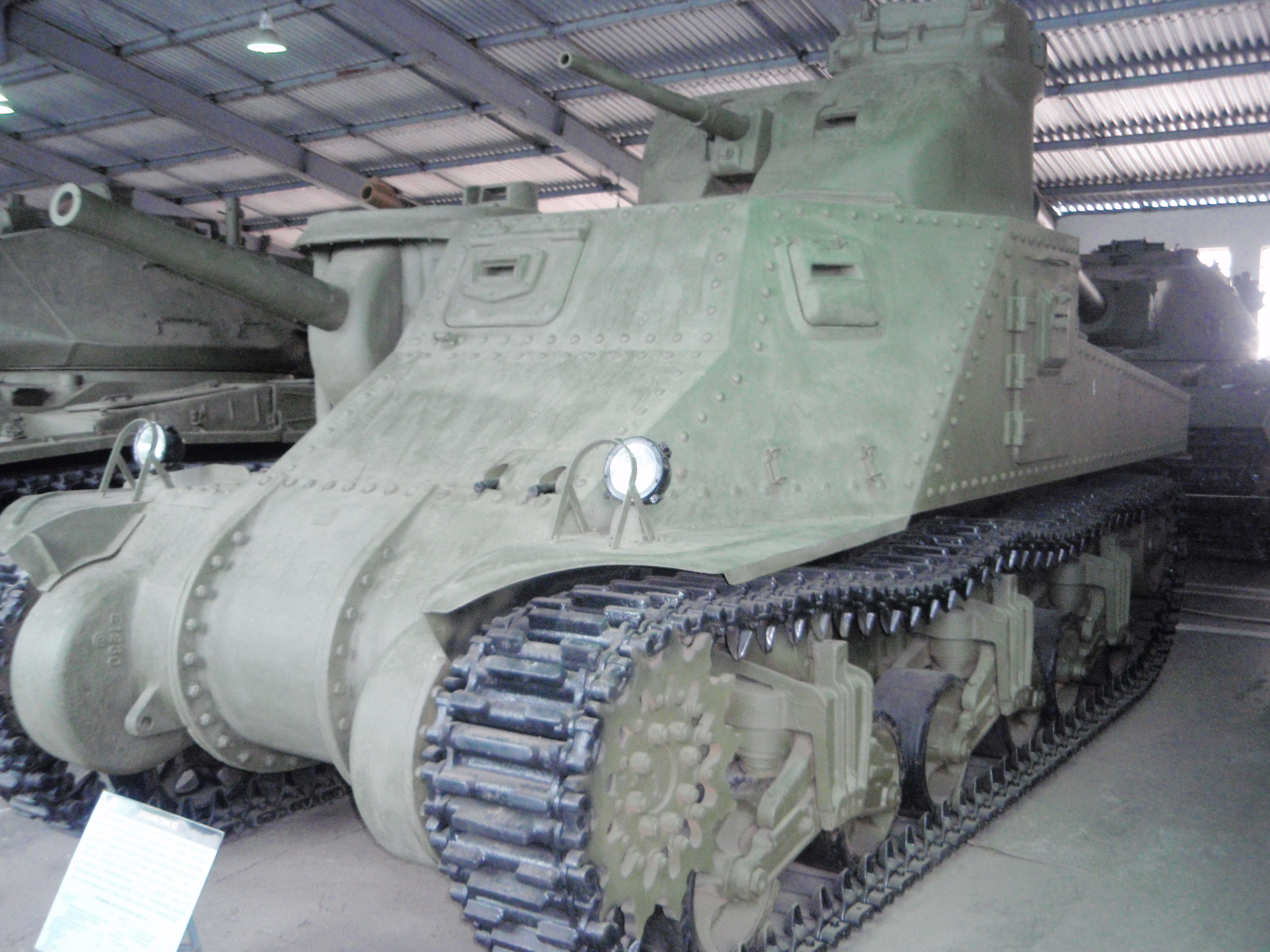
쿠빈카 군사박물관에 전시된 대표적인 다주포 전차인 M3 리 전차의 모습.

다주포 전차는 한 개의 전차에 2개 이상의 주포가 달린 전차를 일컫는다.

## 개요
다주포 전차는 '포가 두개니 화력도 두배'라는 이론을 적용하여 제1차 세계 대전때 최초로 제작된 전차의 종류이다. 그러나 다주포 전차는 이론 또는 비디오 게임과는 달리 여러번 사격한다고 그것 모두가 데미지를 주는 것도 아니고, 포 하나하나가 관통 또는 도탄이었기에, 약한 주포 2 ~ 3개보단 강력한 주포 1개가 더 효율성이 있었다. 하지만 여러 곳을 한번에 사격할 수 있다는 장점과, 시가지와 같은 곳에서의 대응력이 빨랐다. 하지만 장점보다 단점이 더 많았다. 예로는 한곳에 화력이 집중되지 못하는 단점 등등이 있다. 그래서 몇몇 다주포 전차는 실제로 양산되지는 못하고 설계도로만 또는 프로토타입만 양산되었다. 하지만 몇몇 다주포 전차는 좋은 성적을 거두기도 했다. 다주포 전차와 비슷한 것으로는 다포탑 전차가 있다.

## 다주포 전차 목록
이러한 다주포 전차도 여러 대 생산되었다.

### 영국
- 처칠 전차

### 미합중국
- M3 리 전차
- M3 그랜트 전차
- M6 전차

### 프랑스
- B1 bis

### 독일
- 8호 전차 마우스
- E-100 초중전차

### 이탈리아
- M11/39 전차

## 대중 매체에서

### 비디오 게임
- 월드 오브 탱크
- 월드 오브 탱크 블리츠
- 스타크래프트 시리즈
- 택티컬 커맨더스

### 애니메이션
- 기동전사 건담

## 같이 보기
- 다포탑 전차